# L'Odissea (film 1911)
L'Odissea è un film muto italiano del 1911 diretto da Giuseppe De Liguoro, Francesco Bertolini e Adolfo Padovan, ispirato all'Odissea di Omero. 
Il film fu realizzato in occasione dell'Esposizione internazionale di Torino del 1911, in occasione del cinquantenario dell'Unità d'Italia, dove fu lanciato un concorso cinematografico per film artistici, scientifici e con scopi didattici. Ad oggi costituisce il primo adattamento cinematografico conosciuto del poema omerico.

## Trama
Il racconto è diviso in tre parti dove sono rappresentate le principali avventure di Ulisse: il “Prologo”, con la partenza da Itaca; le “Avventure” quindi gli episodi di Polifemo, le Sirene, Scilla e Cariddi, Calipso e Nausicaa nell'isola dei Feaci; il “Ritorno ad Itaca”, con la sconfitta dei Proci, il riconoscimento di Penelope.

## Restauri
Nel 2006 il film è stato restaurato presso il laboratorio L'Immagine Ritrovata a Bologna.